# USS Newport News (SSN-750)
Lo USS Newport News (hull classification symbol SSN-750) è un sottomarino nucleare di classe Los Angeles, terza nave della Marina degli Stati Uniti a prendere il nome dalla città di Newport News, Virginia.
Il contratto di costruzione venne assegnato alla Newport News Shipbuilding and Dry Dock Company di Newport News, (Virginia) il 19 aprile 1982 e l'impostazione della chiglia avvenne il 3 marzo 1984. Il varo avvenne il 15 marzo 1986 sotto il patrocinio della signora Rosemary D. Trible, moglie del Senatore della Virginia Paul Seward Trible Jr.

## Storia
Lo USS Newport News entrò in servizio il 3 giugno 1989.
Il 3 ottobre 2002 il Newport News lasciò la base navale di Nofolk per un dispiegamento programmato a sostegno dell'operazione Enduring Freedom. Il 6 gennaio 2003 il sottomarino ormeggiò fuoribordo la USS Emory S. Land presso la base navale di La Maddalena in Sardegna, Italia, per una settimana di disponibilità di manutenzione della flotta (FMAV). Dall'11 al 15 febbraio il  Newport News fece di nuovo scalo a La Maddalena. Il 31 marzo, il sottomarino classe Los Angeles entrò nella baia di Suda, Creta, per uno scalo in porto di quattro giorni per ottenere servizi di supporto dalla Emory S. Land. Il 23 aprile, lo USS Newport News tornò al porto di origine dopo sei mesi e mezzo di dispiegamento. Durante il dispiegamento il sottomarino lanciò 19 missili Tomahawk a sostegno dell'Operazione Iraqi Freedom (OIF).
Il 25 ottobre 2004 lo USS Newport News lasciò il porto di Apra, Guam, dopo uno scalo di routine. Il 15 febbraio 2005 il Newport News tornò alla base navale di Norfolk dopo un dispiegamento durato sei mesi nelle aree di responsabilità (AoR) della 5ª e 6ª flotta degli Stati Uniti.

### Collisione del 2007
L'8 gennaio 2007, il Newport News operava sommerso nel Mar Arabico a sud dello Stretto di Hormuz quando il sottomarino colpì la petroliera giapponese Mogamigawa. Il sottomarino stava operando come parte del Carrier Strike Group 8 (CSG-8), organizzato attorno alla portaerei Dwight D. Eisenhower. Il Carrier Strike Group si stava ridistribuendo nell'Oceano Indiano per sostenere un pattugliamento difensivo durante la guerra in Somalia. Il Newport News subì danni alla prua, ma non ci furono danni alla vela, all'albero o al reattore e si diresse al porto del Bahrein con le proprie forze. Lo USS Newport News venne scortato dall'imboccatura dello Stretto di Hormuz al Bahrein dal cacciatorpediniere lanciamissili Benfold. Ciò avvenne siccome il sottomarino non era in grado di transitare in immersione e non aveva capacità di difesa in superficie. Durante il transito, aerei e navi da guerra iraniane seguirono le due navi. Un funzionario della Kawasaki Kisen Company (o K Line), proprietaria della petroliera, annunciò che lo scafo e le eliche della Mogamigawa erano rimaste danneggiate durante lo scontro.
Secondo un portavoce della Marina, la collisione avvenne a causa dell'effetto Venturi. La petroliera passò sopra la zona in cui era immerso il sottomarino e questo creò un effetto di risucchio che costrinse il Newport News a risalire in superficie. Si tratta della terza collisione tra un sottomarino statunitense a propulsione nucleare e una nave civile giapponese.
Il 29 gennaio, dopo che il sottomarino tornò in Bahrein per le riparazioni, vennero intraprese azioni del personale amministrativo, note anche come Admiral's Masts, contro diversi membri del suo equipaggio, tra cui la sostituzione dell'ufficiale in comando della barca a causa della mancanza di fiducia nelle sue capacità comandare.
Il 10 aprile l'agenzia di stampa iraniana Fars News riferì che il Newport News diffuse inquinamento radioattivo e chimico nel Golfo Persico e affermò che in seguito a questa denuncia formale, la nave ha lasciato il golfo per una revisione completa. La 5ª Flotta della Marina americana negò questa affermazione ribadendo che il danno era limitato alla prua e che la vela, l'albero e i reattori non erano danneggiati. Il 2 ottobre 2007 la Marina degli Stati Uniti accettò di pagare alla Kawasaki Kisen Kaisha Ltd, la società proprietaria di Mogamigawa, una somma non rivelata a titolo di risarcimento per la collisione.

### Ritorno in servizio
Il 6 gennaio 2011 il Newport News partì dal porto di origine per eseguire operazioni locali. Il 21 febbraio, lo USS Newport News lasciò la base navale di Norfolk per uno schieramento programmato nella AoR della 6ª flotta degli Stati Uniti. Il 18 agosto il sottomarino arrivò a Portsmouth, in Inghilterra, per uno scalo di routine. Il 15 settembre lo USS Newport News tornò al porto di origine dopo aver percorso quasi 40.000 miglia nautiche. Durante il dispiegamento fece scali portuali a Tolone, in Francia; Faslane, in Scozia; Haakonsvern, in Norvegia; e Lisbona, in Portogallo.
Il 24 dicembre 2015 lo USS Newport News lasciò Norfolk per eseguire uno schieramento programmato. Il 7 gennaio 2016 il Newport News ormeggiò alla base navale di Haakonsvern a Bergen, in Norvegia, per uno scalo di routine in porto. Il 20 gennaio il sottomarino ormeggiò a Gibilterra, per uno scalo in porto di 17 giorni per effettuare riparazioni urgenti. Il 28 febbraio, lo USS Newport News ormeggiò nella baia di Suda, in Grecia, per una breve sosta durante la partecipazione all'esercitazione di guerra anti-sottomarino (ASW) Dynamic Manta 16, nel Mar Ionio, dal 19 febbraio al 4 marzo. Successivamente fece una breve sosta il 6 marzo ancora nella baia di Suda. Il 9 marzo il sottomarino transitò nel Canale di Suez, scortato dalla USS Gonzalez. Il 21 maggio, il Newport News transitò di nuovo nel Canale di Suez in direzione nord, scortato dalla USS Gravely. In seguito ormeggiò dal 23 al 26 maggio nella baia di Suda. Successivamente eseguì l'8 giugno un'ulteriore sosta al largo di Norfolk per imbarcare il personale del Nuclear Propulsion Examination Board (NPEB) per l'Operational Reactor Safeguards Examination (ORSE). Il 10 giugno 2016 lo USS Newport News tornò alla base navale di Norfolk dopo uno schieramento di cinque mesi e mezzo presso l'AoR della 5ª e della 6ª flotta degli Stati Uniti. Durante il dispiegamento il sottomarino percorse 41.000 miglia nautiche fancendo scalo anche a Diego Garcia.

## Galleria d'immagini

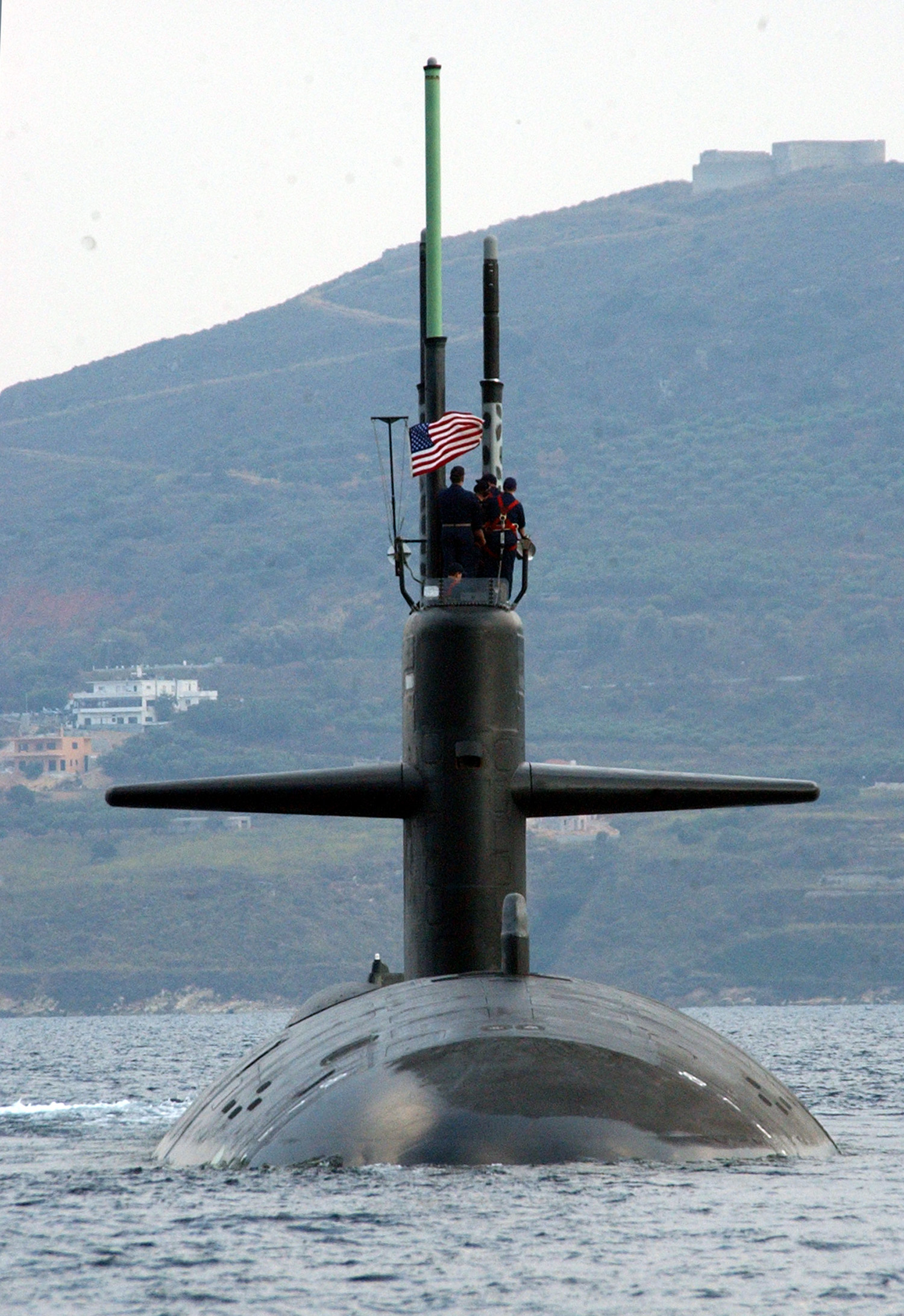
Il Newport News in partenza dalla Baia di Suda, 2004.
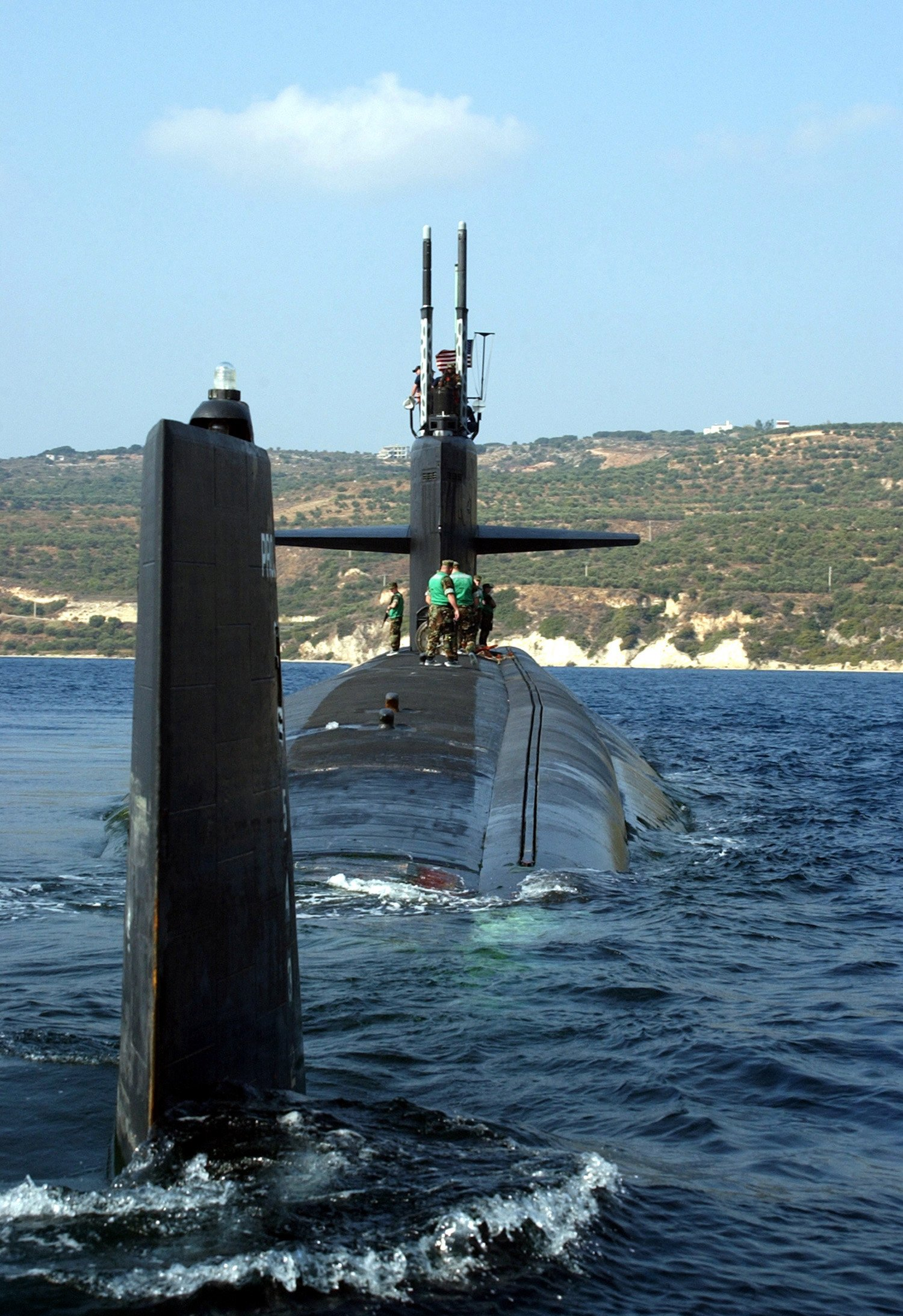
Il Newport News al largo della costa di Creta, 2004.
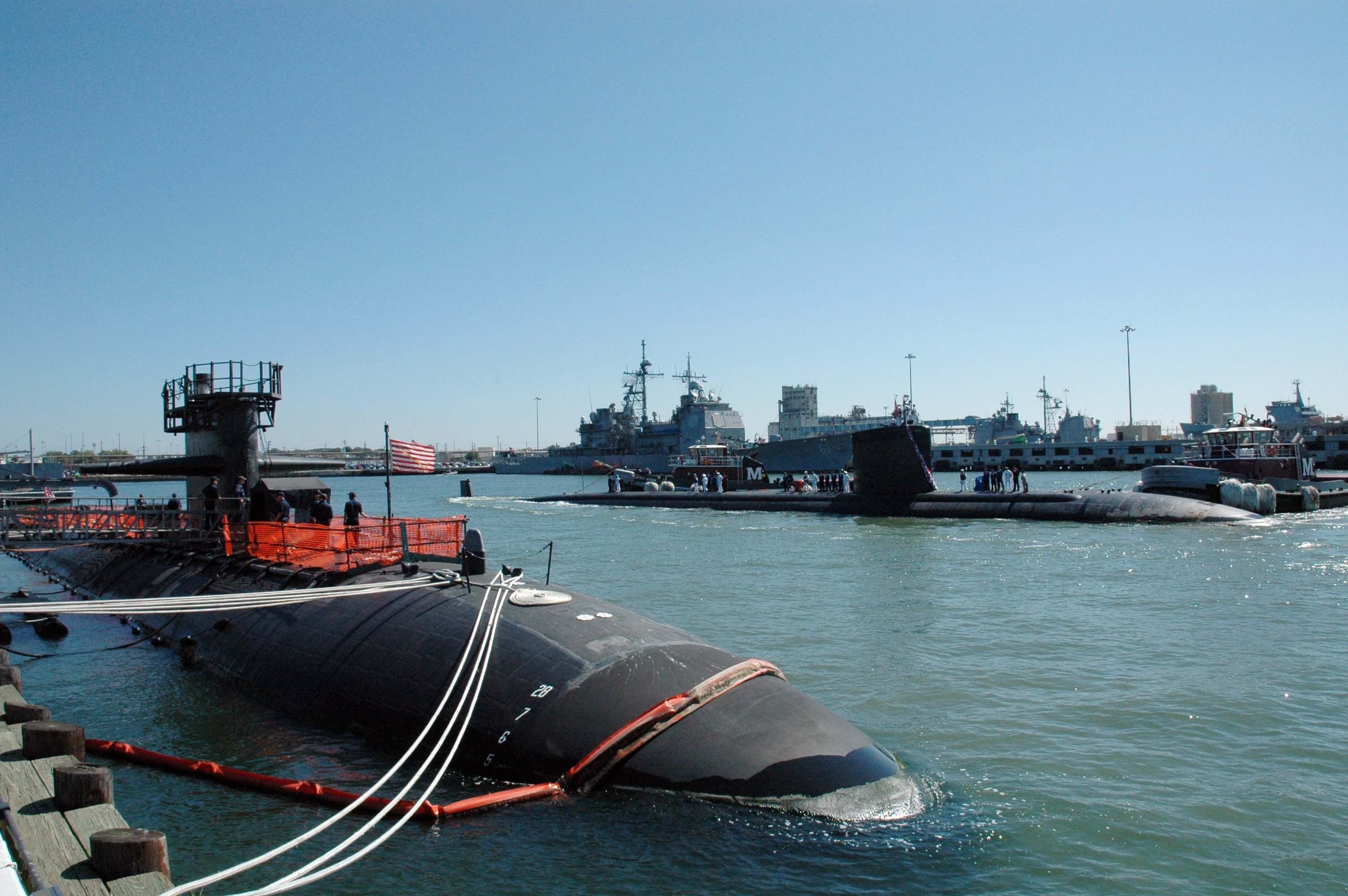
Il Newport News con lo USS Scranton a Norfolk in Virginia, 2005.